# Joël Dicker
Joël Dicker (Ginevra, 16 giugno 1985) è uno scrittore svizzero.
Ha scritto soprattutto romanzi gialli, tra cui La verità sul caso Harry Quebert, best-seller in Europa nel 2012 da cui è stata tratta una serie tv omonima nel 2018.

## Biografia
Joël Dicker è nato il 16 giugno 1985 a Ginevra, nella zona francofona della Svizzera, figlio di una bibliotecaria e di un insegnante di francese, pronipote dell'avvocato e politico di estrema sinistra Jacques Dicker (1879-1942), ebreo russo emigrato in Svizzera e naturalizzato nel 1915. Dicker è cresciuto a Ginevra, frequentando il Collège Madame de Staël, senza tuttavia essere molto attratto dagli studi. All'età di 19 anni ha preso lezioni di recitazione all'accademia di arte drammatica Cours Florent di Parigi. Un anno dopo è tornato a Ginevra per studiare legge presso l'Università di Ginevra, laureandosi nel 2010.
Il primo romanzo scritto da Dicker è intitolato Gli ultimi giorni dei nostri padri, e racconta la storia del SOE, un ramo segreto del Secret Intelligence Service. Malgrado l'avere terminato la stesura dell'opera nel 2009, inizialmente Dicker non ha trovato alcun editore disposto a pubblicarlo. Nel dicembre 2010, il romanzo ha vinto il concorso del Prix Genevois des Ecrivains, importante premio assegnato ogni quattro anni, riservato unicamente ad opere inedite. Successivamente, il titolare della casa editrice svizzera L'Âge d'Homme, Vladimir Dimitrijević, lo ha contattato dichiarando il proprio interesse per la pubblicazione del suo romanzo. Dimitrijević era dell'idea di lanciare il libro in Svizzera nell'aprile 2010, ma in seguito ha notato che il tema del libro avrebbe potuto suscitare l'interesse del pubblico francese, proponendo così di posticipare il lancio fino al settembre 2010. Nel mese di giugno però, Dimitrijević è morto in un incidente stradale in viaggio verso Parigi.
Nel 2011, viene finalmente pubblicato il romanzo Gli ultimi giorni dei nostri padri per L'Âge d'Homme e curato per la Francia da Éditions de Fallois. In Italia sarà pubblicato nel 2015. Nel 2012 (in Italia nel 2013) viene pubblicato La verità sul caso Harry Quebert, un romanzo che è stato tradotto in 33 lingue, premiato con il Grand Prix du roman de l'Académie française nel 2012 e da cui è stata tratta una serie tv di 10 puntate. Nel 2015 (in Italia nel settembre 2016) vede la luce il romanzo Il libro dei Baltimore, spin-off de La verità sul caso Harry Quebert. 
Nel 2018 viene pubblicato il romanzo La scomparsa di Stephanie Mailer, mentre nel 2020 viene pubblicato il romanzo L'enigma della camera 622, dove protagonista è l'autore medesimo che parla anche del suo editore De Fallois e della sua carriera di scrittore. 
Nel 2022 pubblica un nuovo romanzo, Il caso Alaska Sanders, bestseller in Italia con oltre trecentomila copie vendute.  
Pubblica poi nel 2024, Un animale selvaggio, un thriller ambientato a Ginevra, città natale di Dicker. Il romanzo ha riscosso un enorme successo, diventando uno dei bestseller in Francia, Svizzera, Italia e Germania. In Italia è stato il libro più venduto del 2024. 
Nell’anno successivo, nel marzo 2025 pubblica La catastrofica visita allo zoo, segnando una svolta nella produzione di Dicker, avvicinandosi alla letteratura per ragazzi e famiglie.
La storia segue sei bambini di una scuola speciale, tra cui Josephine, che indagano su misteriosi eventi accaduti durante una gita allo zoo poco prima di Natale. Il libro affronta temi attuali come la democrazia, l’inclusione e i rapporti tra genitori e insegnanti, mantenendo la suspense tipica dell’autore. 
In una sola settimana, ha venduto 44.000 copie in Italia, confermandosi un successo editoriale.  

## Opere

### Romanzi con protagonistaMarcus Goldman
- La verità sul caso Harry Quebert (La Vérité sur l'Affaire Harry Quebert, 2012), Milano, Bompiani, 2013.
- Il libro dei Baltimore (Le Livre des Baltimore, 2015), Milano, La nave di Teseo, 2016.
- Il caso Alaska Sanders (L’Affaire Alaska Sanders, 2022), trad. di Milena Zemira Ciccimarra, Collana Oceani, Milano, La nave di Teseo, 2022, ISBN 978-88-346-1057-2.

### Altri romanzi
- Gli ultimi giorni dei nostri padri (Les Derniers Jours de Nos Pères, 2010), Collana Narrativa straniera, Milano, Bompiani, 2015, ISBN 978-88-452-7642-2.
- La scomparsa di Stephanie Mailer (La disparition de Stephanie Mailer, 2018), Milano, La nave di Teseo, 2018.
- L'enigma della camera 622 (L’Énigme de la chambre 622, 2020), trad. di Milena Zemira Ciccimarra, Collana Oceani n.91, Milano, La nave di Teseo, 2020, ISBN 978-88-346-0224-9.
- Un animale selvaggio (Un animal sauvage, 2024), traduzione di Milena Zemira Ciccimarra, Collana Oceani, Milano, La nave di Teseo, 2024, ISBN 978-88-346-1702-1.
- La catastrofica visita allo zoo (La très catastrophique visite du zoo), traduzione di Milena Zemira Ciccimarra, Collana Oceani, Milano, La nave di Teseo, 2025, ISBN 9788834620250

### Racconti
- La tigre (Le Tigre, 2005), trad. di Vincenzo Vega, Collana AsSaggi di narrativa, Milano, Bompiani, 2016, ISBN 978-88-452-7631-6; Collana Le onde n. 58, Milano, La nave di Teseo, 2019, ISBN 978-88-934-4946-5.